# Gabelracke
Die Gabelracke (Coracias caudatus), auch Grünscheitelracke oder Gabelschwanzracke genannt, ist eine im südlichen und östlichen Afrika vorkommende Vogelart aus der Ordnung der Rackenvögel (Coraciiformes).

## Merkmale

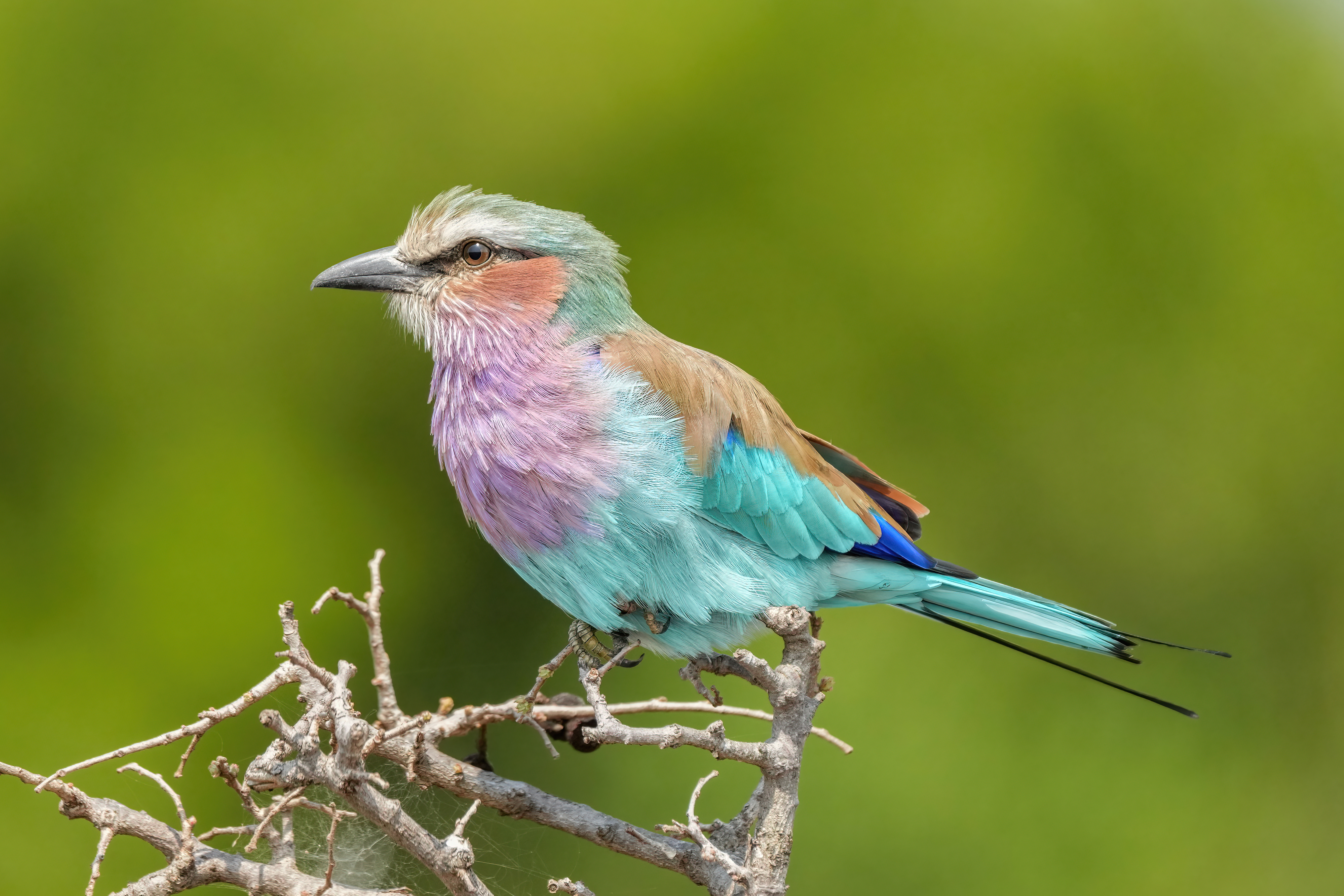
Gabelracke im Serengeti-Nationalpark, Tansania

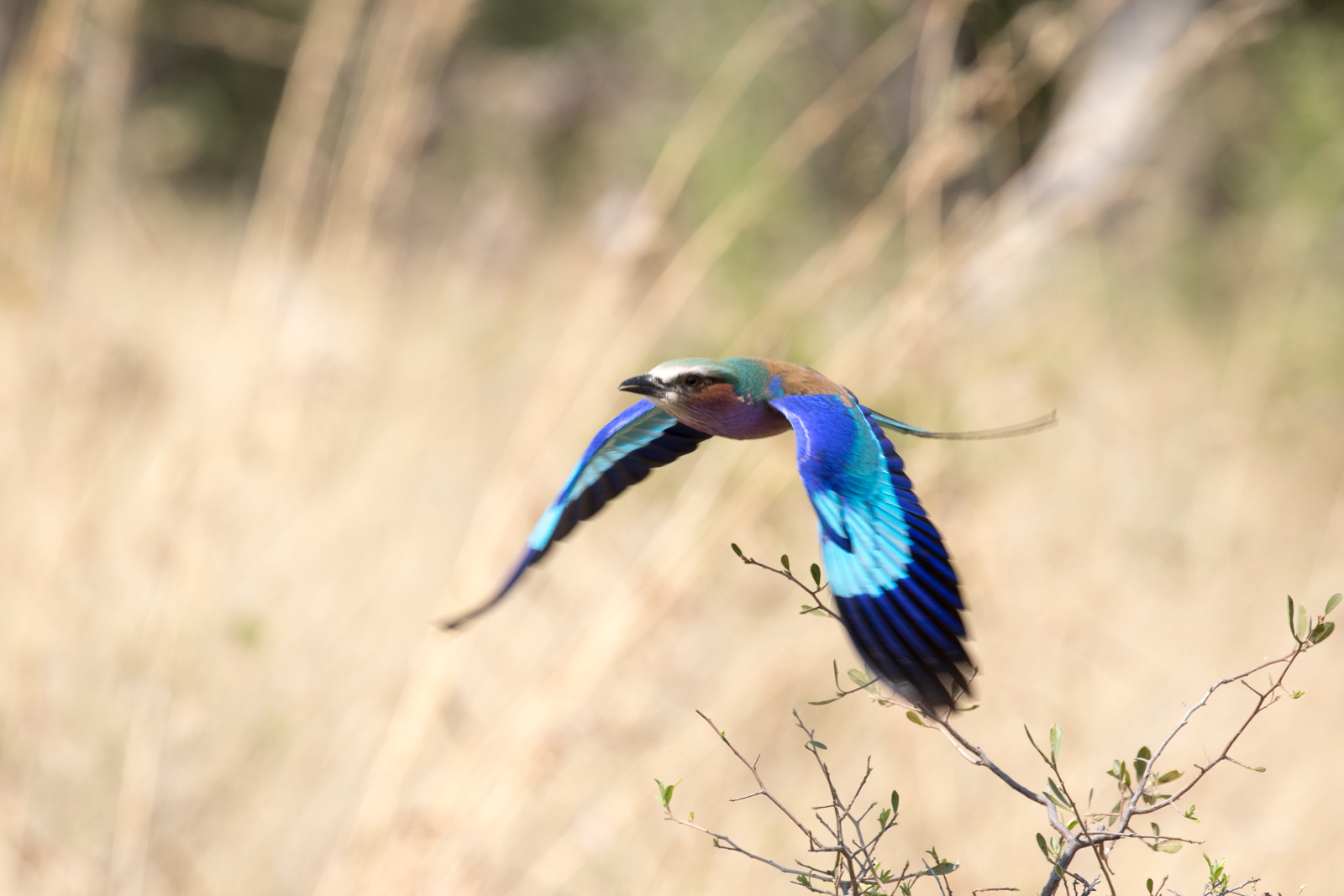
Gabelracke im Flug, Okavangodelta

Die Gabelracke wird 35–45 cm groß. Ihr Gefieder ist außerordentlich bunt gefärbt: Die Brust ist violett, der Bauch hellblau. Kopf und Nacken sind grün, um den Oberschnabel und über den Augen zieht sich ein weißer Streifen. Das Gesicht ist rötlich, die Flügel eher bräunlich. Die Unterseite der Flügel ist leuchtend blau.

## Vorkommen
Die Gabelracke ist in Ostafrika von Äthiopien über Somalia, Kenia bis ins nördliche Südafrika, im Westen von der Atlantikküste Angolas und Namibias landeinwärts anzutreffen.

## Verwechslungsmöglichkeiten
Große Ähnlichkeit, einschließlich der auffallenden Schwanzfedern, besteht mit der Senegalracke; allerdings ist deren Kehle schwach blau und nicht violett. Die Lebensräume der beiden Arten überschneiden sich in einem Korridor von Nordäthiopien bis Ostzentraläthiopien und von Südwestäthiopien bis an den Turkana-See. Die Spatelracke kann gut anhand ihrer spachtelförmigen Schwanzfedern sowie ihrer blauen Kehle und Brust unterschieden werden.

## Lebensraum

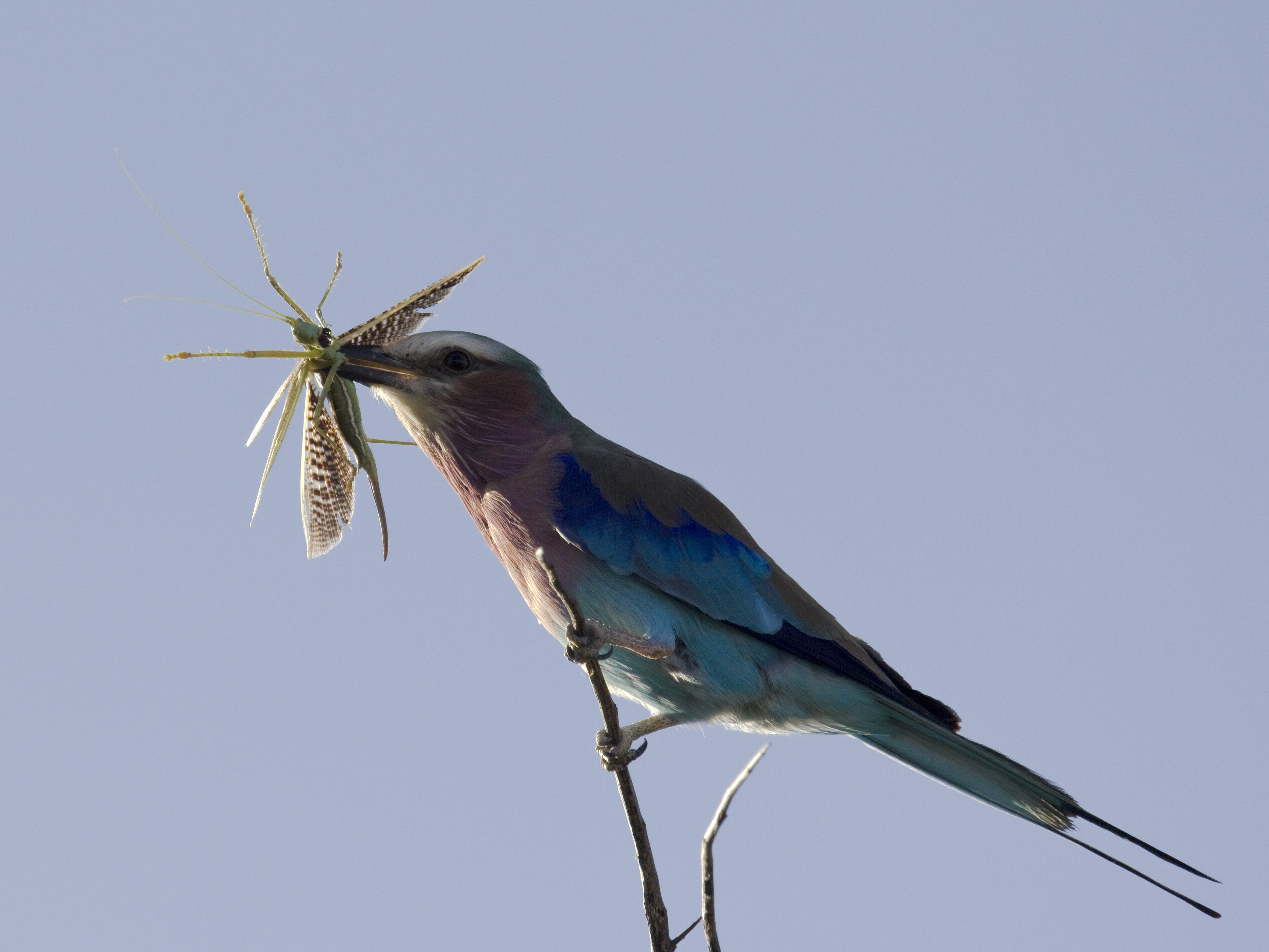
Eine Gabelracke hat eine Heuschrecke erbeutet

Die Gabelracke lebt in Baumsavannen, offenem Buschland und Kulturland.

## Unterarten
Es sind zwei Unterarten bekannt:
- C. c. caudata – Zentralkenia bis an die Atlantikküste und nördliches Südafrika. Von der Krone bis zum Mantel olivgrün. Kehle und Brust fliederfarben. Die Kehle weist starke, die Bruste leichte weiße Strähnen auf.
- C. c. lorti – Ost- und Nordkenia bis zur Küste des Roten Meeres in Äthiopien und Somalia. Von der Krone bis zum Mantel grünblau. Kehle fliederfarben, stark weiß gesträhnt. Azurblaue Brust. Manche Exemplare haben kleine fliederfarbene Flecken zwischen Brust und Bauch.

## Verhalten

### Nahrungssuche
Die Gabelracke jagt Insekten, Raupen, Skorpione und Spinnen. Ein erhöhter Punkt wie eine Astgabel oder ein Zaunpfahl dient als Ansitz.

### Brutverhalten
Bei der Gabelracke handelt es sich um einen Höhlenbrüter.